# Colquhounia
Colquhounia  é um gênero botânico da família Lamiaceae, nativo do Himalaia, da China, Tailândia e Vietnã.

## Espécies
| - Colquhounia coccinea - Colquhounia compta - Colquhounia decora - Colquhounia elegans - Colquhounia martabanica - Colquhounia mekongensis | - Colquhounia mollis - Colquhounia seguini - Colquhounia tenuiflora - Colquhounia tomentosa - Colquhounia vestita |